# Кенгуруто Джак
„Кенгуруто Джак“ (на английски: Kangaroo Jack) е криминален филм от 2003 г., продуциран от Касъл Рок Ентъртеймънт и Джери Брукхаймър Филмс, разпространен от Уорнър Брос Пикчърс, режисиран от Дейвид Макнали по сценарий на Стийв Бинг и Скот Росенбърг. Филмът е продуциран от Джери Брукхаймър с музиката на Тревър Рабин. Участват Джери О'Конъл, Антъни Андерсън, Естела Уорън, Майкъл Шанън и Кристофър Уокън, а Адам Гарсия озвучава Кенгуруто Джак. Филмът е пуснат по кината в САЩ на 17 януари 2003 г., и на 24 юни 2003 г. на VHS и DVD от Уорнър Хоум Видео.
Анимационното продължение, озаглавено „Кенгуруто Джак: Привет, Америка!“ излиза през 2004 г.

## Актьорски състав
| Актьор                  | Роля                        |
| ----------------------- | --------------------------- |
| Джери О'Конъл           | Чарли Карбоун               |
| Робърт Рийд             | младия Чарли Карбоун        |
| Антъни Андерсън         | Луис Букър                  |
| Шон Смит                | младия Луис Букър           |
| Естела Уорън            | Джеси Карбоун               |
| Майкъл Шанън            | Франки Ломбардо             |
| Браян Кейси             | младия Франки Ломбардо      |
| Кристофър Уокън         | Салваторе „Сал“ Малджио     |
| Даян Канън              | Ана Карбоун, майка на Чарли |
| Адам Гарсия             | Кенгуруто Джак (глас)       |
| Мартон Чокаш            | Господин Смит               |
| Бил Хънтър              | Блу                         |
| Кристофър Джеймс Бейкър | Кръмбъл                     |
| Лара Кокс               | Сладко момиче от самолета   |
| Франк Уелкър            | Специални гласови ефекти    |